# USS Georgia (SSGN-729)
Pour les autres navires du même nom, voir USS Georgia.
L'USS Georgia (SSBN-729 puis SSGN-729) est un sous-marin nucléaire lanceur de missiles de croisière de la classe Ohio de l'United States Navy. Il s'agit du quatrième bâtiment nommé en l'honneur de l'État de Géorgie.
Lancé en 1984 comme sous-marin nucléaire lanceur d'engins (SNLE-SSBN), il fut converti de 2004 à 2008 en sous-marin nucléaire lanceur de missiles de croisière (SSGN).

## Construction et commissionnement

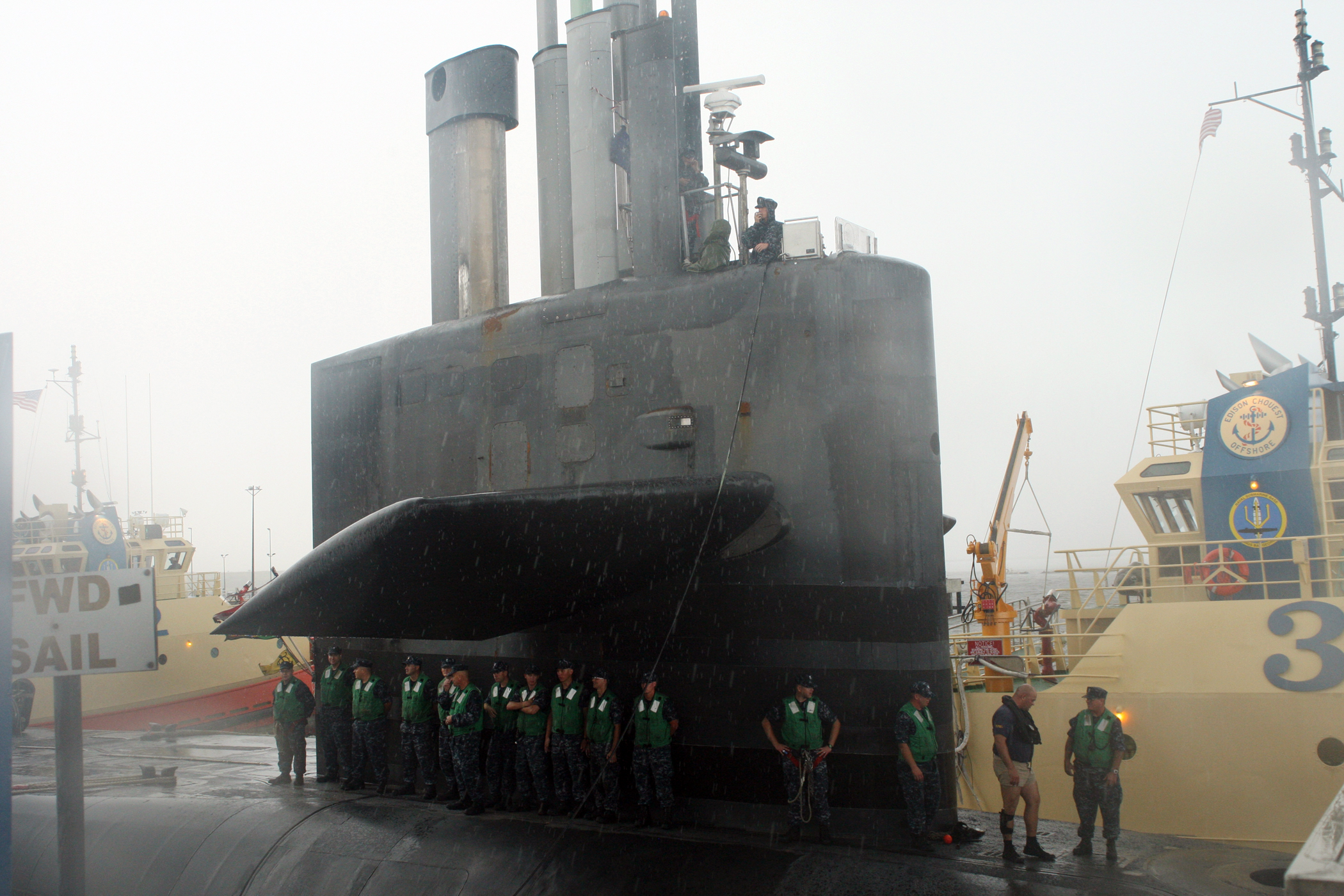
Le kiosque du Georgia alors qu'il est entouré de remorqueurs dans la Base navale de Kings Bay en 2009.

Le contrat de construction est accordé à la division Electric Boat de General Dynamics le 20 février 1976. La pose de la quille a lieu le 7 avril 1979 au chantier naval de Groton, dans le Connecticut. Lancé le 6 novembre sous le parrainage de Sheila M. Watkins, fille de l'amiral James Watkins, il est commissionné comme sous-marin nucléaire lanceur d'engins le 11 février 1984 sous le commandement du capitaine A. W. Kuester pour l'équipage bleu et du capitaine M. P. Gray pour l'équipage or (équivalent rouge dans la Marine nationale).

## Histoire opérationnelle

### Comme SSBN

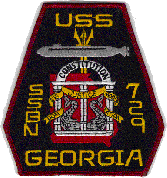
Emblème du Georgia lorsqu’il était un SNLE.

De mars à avril 1984, le Georgia prend la mer dans le cadre d'essais qui incluent notamment le lancement d'un missile Trident C-4 sur la Eastern Test Range le 7 avril 1986. En novembre 1984, il gagne son premier port d'attache de Kitsap et débute en janvier 1985 sa première patrouille. Comme unité de la force opérationnelle 14.7.1 de septembre 1983 à mai 1986, le sous-marin est récipiendaire de la Meritorious Unit Commendation. Il reçoit la même récompense pour des opérations sous-marines effectuées entre février et août 1986.
Le 22 mars 1986, alors qu'il se trouve à plus de 4,5 km au sud des îles Midway, l'USS Secota (YTM-415), un remorqueur qui vient d'achever le transfert de l'équipage, perd de la puissance et entre en collision avec la poupe du Georgia. En seulement deux minutes, le Secota coule. Dix personnes sont secourues mais deux membres d'équipage du Secota se noient. Le Georgia n'est toutefois pas endommagé par l'accident,.
L'équipage or remporte le Comsubron Seventeen Battle Efficiency Award en 2001.
Le 30 octobre 2003, il est de retour de sa 65e patrouille.
Le 7 novembre 2003, alors qu'il se trouve à quai à Bangor, ses missiles Trident sont déchargés. Arrivé au tube no16, une échelle est descendue dans la cavité de sorte qu'un marin puisse y accéder et fixer un palan servant au soulèvement du missile. Après l'avoir fixé, l'équipe responsable des manœuvres prend une pause sans retirer l'échelle. En revenant, ils entament le retrait du missile sans avoir retiré l'échelle, créant un trou de 230 mm dans le missile. L'US Navy a indiqué qu'aucune fuite radioactive n'a été constatée,. Plusieurs membres de la Navy furent poursuivis, dont le capitaine Keith Lyles, commandant du Strategic Weapons Facility Pacific, qui fut démis de ses fonctions.

### Conversion en SSGN
En mars 2005, le Georgia gagne le Norfolk Naval Shipyard pour que son combustible nucléaire soit rechargé. Sa conversion en SSGN, sous-marin nucléaire lanceur de missiles de croisière, débute parallèlement à cette conversion. Les travaux prennent fin en février 2008, permettant au sous-marin de gagner son nouveau port d'attache de Kings Bay.
Le Georgia est officiellement accueilli à la base navale de Kings Bay le 28 mars 2008 lors d'une cérémonie à laquelle assiste le gouverneur Sonny Perdue.

### Comme SSGN
En août 2009, le bâtiment commence son premier déploiement en tant que SSGN. En janvier 2010, le sous-marin est récompensé du Battle Effectiveness Award pour l'année 2009.
En décembre 2010, un boulon oublié par inadvertance dans le compartiment moteur a provoqué des dommages d'un total de 2,2 millions de dollars, forçant le navire à être immobilisé trois mois en cale sèche pour réparations. Un officier et plusieurs marins furent sanctionnés.
Il est probable qu'il ait participé aux frappes américaines sur les sites nucléaires iraniens du 21 juin 2025 avec le tir d'une trentaine de missiles Tomahawk.

## Dans la fiction
Le Georgia tient une place importante dans le thriller naval de 2012 Fire of the Raging Dragon de Donald Mitchell Brown, Jr. (en).
L’USS Georgia apparaît dans le film Indépendance Day de 1996, et son écusson est présent dans une salle dans l’episode 2 saison 9 de Stargate SG1.